# Třecí svařování promíšením
Princip třecího svařování s promíšením resp. třecího svařování promíšením resp. třecího svařování s rotujícím nástrojem (Friction stir welding ve zkratce FSW) byl vynalezen a patentován v roce 1991 institutem TWI v Cambridge. Při svařování je využíván rotační nástroj s cylindrickým ramenem a profilovaným kolíkem (sondou), který se otáčí a pomalu zanořuje do místa spoje. Vzhledem k relativně velkým silám je zapotřebí pevné upnutí spojovaných dílů. Teplo vzniklé třením mezi svařovacím nástrojem a svařencem způsobuje, že materiál svařence může změknout, aniž by dosáhl teplota tavení. Změklý materiál je přenesen na vlečný okraj nástroje a mechanicky překován těsným kontaktem s ramenem nástroje a profilem sondy. Výsledkem třecího svařování s promíšením je nerozebíratelný spoj s nesymetrickými vlastnostmi. Tato skutečnost je dána rotací nástroje v jednom smyslu a má za následek rovněž nesymetrickou podobu vnitřní mikrostruktury spoje. Pro popis vlastností spoje a vnitřní mikrostruktury je proto velice důležité rozlišovat tzv. vzestupnou a sestupnou stranu spoje.
Během svařování dochází v okolí nástroje k velmi složitému toku materiálu. Při pohybu nástroje nejprve dochází těsně před jeho náběžnou stranou k předehřevu materiálu. Ten postupně prochází fází počáteční deformace a následně extruzí. Nejsložitější a nejdůležitější fáze poté probíhá těsně za sondou nástroje v tzv. oblasti spojování, po které již následuje chladnutí.
Parametry procesu jako jsou rychlost otáčení nástroje, rychlost posuvu, velikost přítlaku a velikost úhlu náklonu nástroje závisí na konkrétním druhu svařovaného materiálu, typu nástroje, typu a uspořádání spoje.

## Struktura FSW svaru
První pokus o klasifikaci mikrostruktury FSW svarů provedl P. L. Threadgill v Bulletinu TWI v březnu 1997. Tato práce byla založena výhradně na informacích platných pro hliníkové slitiny. Protože jejich chování se v mnoha aspektech odlišuje od jiných kovových materiálů, nedalo se toto schéma všeobecně použít. Po konzultacích s akademiky a odborníky z průmyslu bylo revidováno. Nové schéma rozděluje zónu svaru do následujících oblastí:
- A – neovlivněný základní materiál

Oblast dostatečně vzdálená od osy svaru v níž nebyl materiál svařovaných dílů ovlivněn mechanicky ani tepelně.
- B – TOO-tepelně ovlivněná oblast (HAZ - Heat Affected Zone)

Tento region leží zřetelně blíže ke středu svaru než základní materiál. Základním znakem této oblasti je, že není ovlivněna plastickou deformací, ale pouze zvýšenou teplotou. Tepelný proces v těchto místech modifikuje mikrostrukturu a tím i mechanické vlastnosti svaru.
- C – TMOO-termomechanicky ovlivněná oblast (TMAZ - Thermo-Mechanically Affected Zone)

Oblast svaru v níž je materiál ovlivněn působícím teplem a plastickými deformacemi. Svařovací nástroj v této oblasti materiál plasticky deformuje, avšak vlivem nízké rychlosti deformace nedochází k rekrystalizaci.
- D – svarový nuget (DXZ - Dynamically Recrystallized Zone, častěji se uvádí „weld nugget“)

Uprostřed svaru se vyskytuje zcela zrekrystalizovaná oblast, označovaná nejčastěji jako nugget. Ten se často skládá z jakýchsi vrstev, které se na výbrusu jeví jako řada soustředných oválů (tzv. onion rings, tj. cibulový kroužků). U některých slitin však tento rys nemusí být zřetelný. Tvar nuggetu závisí na použitém materiálu a svařovacích parametrech. Jeho průměr je obvykle o trochu větší než průměr sondy a naopak výrazně menší než průměr unášecího ramene nástroje. Mikrostruktura DXZ oblasti je velice jemná. Velikost zrna závisí na materiálu a svařovacím procesu, ale typicky je menší než 1 μm.

## Přednosti a nedostatky metody FSW

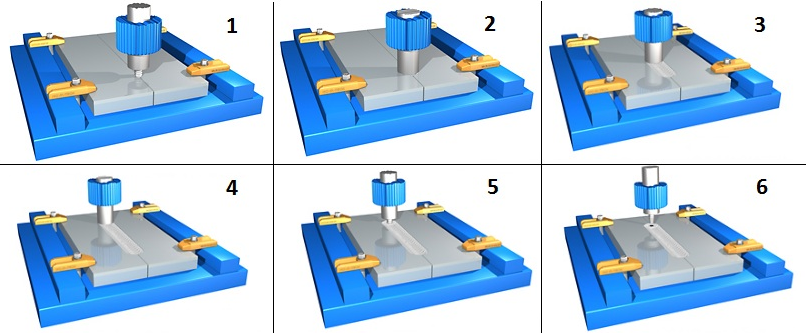
Princip svařování v šesti krocích: (1) vnoření sondy do materiálu (2) prodleva při vnoření (3) pohybem sondy dochází k vytvoření svaru (4) ukončení svaru 5) vytahování sondy (6) úplně vytažená sonda

Většina výhod procesu třecího svařování vyplývá z faktu, že nedochází k žádnému makroskopickému tavení spojovaných částí. Proto je možné svařovat i materiály, které jsou klasickými tavnými metodami obtížně svařitelné (např. hliníkové slitiny tříd 2000 a 7000). Do výčtu výhod FSW technologie lze uvést:
- minimální zkroucení i u dlouhých svarů,
- žádný dým nebo nebezpečné výpary,
- žádná poréznost svaru,
- vysoká estetická čistota svaru,
- nezávislost na poloze svařování,
- vysoká energetická účinnost,
- vysoká trvanlivost nástroje (typicky 1 km délky svaru pro hliníkové slitiny)
- žádný přídavný materiál (materiál spoje je naprosto stejný jako základní materiál)
- není nutná žádná ochranná atmosféra při svařování Al slitin
- malé nároky na přípravu před svářením (akceptovatelná je i tenká vrstvička oxidů)
- žádné broušení, kartáčování nebo speciální moření není zapotřebí

Tak jako každá technologie i třecí svařování s promíšením má svá omezení vyplývající z jejího principu. Mezi ně patří:
- svařovací rychlost je v některých případech o něco nižší v porovnání s některými tavnými metodami (např. rychlost do 2 m/min pro svařování hliníkové slitiny třídy 6000 o tloušťce 5 mm)
- během svařování působí na svařované díly relativně velké síly a proto musí být pevně upnuty (potřeba upínacích přípravků)
- potřeba zadní příložky pro podložení během svařování u standardní varianty (existují však již nástroje s vlastní rotující podporou – tzv. Bobbin Tool)
- stopa po nástroji v podobě důlku na konci každého svaru při použití standardního svařovacího nástroje s pevnou délkou sondy

## Svařitelnost materiálů a jejich tloušťky
Metoda může být použita pro svařování velkého množství materiálů a jejich kombinací. Základní podmínkou je existence optimalizovaného nástroje vyrobeného z materiálu schopného práce při teplotách kování spojovaných částí. V současné době jsou největší zkušenosti především se svařováním hliníku a jeho slitin.
Dále jsou uvedeny hliníkové slitiny, jejichž svařitelnost je touto metodou zaručena.
- hliníkové slitiny třídy 2000 (Al-Cu)
- hliníkové slitiny třídy 5000 (Al-Mg)
- hliníkové slitiny třídy 6000 (Al-Mg-Si)
- hliníkové slitiny třídy 7000 (Al-Zn)
- hliníkové slitiny třídy 8000 (Al-Li)

Výzkumné práce v zahraničí probíhaly především na tvářených materiálech. Přesto i zkoušky svařování součástí typu odlitek-odlitek, odlitek-tlačený profil ze stejných materiálů i jejich kombinací byly úspěšné, a lze je doporučit. Pokračující úspěšný vývoj v oblasti konstrukce a materiálů FSW nástrojů již nyní umožňuje také úspěšně svařovat:
- měď a její slitiny
- olovo
- titan a jeho slitiny
- hořčíkové slitiny, hořčík s hliníkem
- kompozitní materiály s kovovou matricí (především pak s hliníkovou matricí)
- ostatní typy hliníkových slitin třídy 1000 3000 (Al-Mn), 4000 (Al-Si),
- plasty (PS, ABS, PMMA, PC, PPO/PA, PA)
- měkčí typy ocelí a niklových slitin

V současné době je možné z jedné strany na tupo svařovat materiály o tloušťkách 0,8 – 50 mm (laboratorně 0,3 až 75 mm). V případě větších tlouštěk je nutné provést svařování z obou stran spojovaných součástí (lze pak svařit materiál až o tloušťce 150 mm).

## Typy a uspořádání spojů

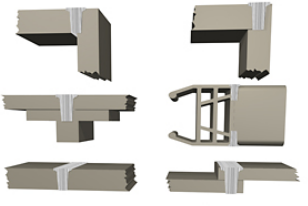
Příklady konfigurace FSW spojů

Metodou je možné vytvářet nejen klasické tupé a přeplátované spoje, ale rovněž T-svary, lemové a koutové svary. Pro každý z těchto typů je používán specifický optimalizovaný nástroj. Podélné tupé a obvodové přeplátované svary hliníkových slitin byly s úspěchem použity například při výrobě palivových nádrží raket Delta II, III a IV. FSW proces umožňuje vytvářet obvodové, kruhové, nelineární a třírozměrné svary. Vzhledem k tomu, že nedochází k makroskopickému tavení, nemá gravitace výraznější vliv na samotný proces, a tudíž lze svařovat ve všech polohách.
Nejlépe zvládnutým uspořádáním FSW svaru je v současné době klasický tupý svar. Během počátečního ponoření nástroje dochází k velkým silám a zvláště u tupého svaru musí být zajištěno dostatečně pevné a tuhé upnutí spojovaných dílců. V opačném případě hrozí jejich oddělení a vznik mezery mezi hranami v inkriminované oblasti budoucího spoje.
Již na počátku vývoje technologie FSW bylo zjištěno, že geometrie pracovní části nástroje může mít zásadní vliv na výsledné mechanické vlastnosti spoje. V případě přeplátovaných spojů má velký význam šířka svaru a jeho tvar. Tyto dvě charakteristiky jsou zvláště pak důležité z pohledu únavové odolnosti svarového spoje. První zkoušky třecího svařování přeplátovaných spojů probíhaly za pomoci neoptimalizovaných nástrojů určených pro tupé svary. Při svařování docházelo k některým nežádoucím jevům jako například zeslabování horní spojované součásti. Další potíže činily oxidické vrstvy na rozhraní součástí. Proto se v současné době používají speciální nástroje pro přeplátované spoje.

## Aplikace technologie

### Lodní a námořní průmysl

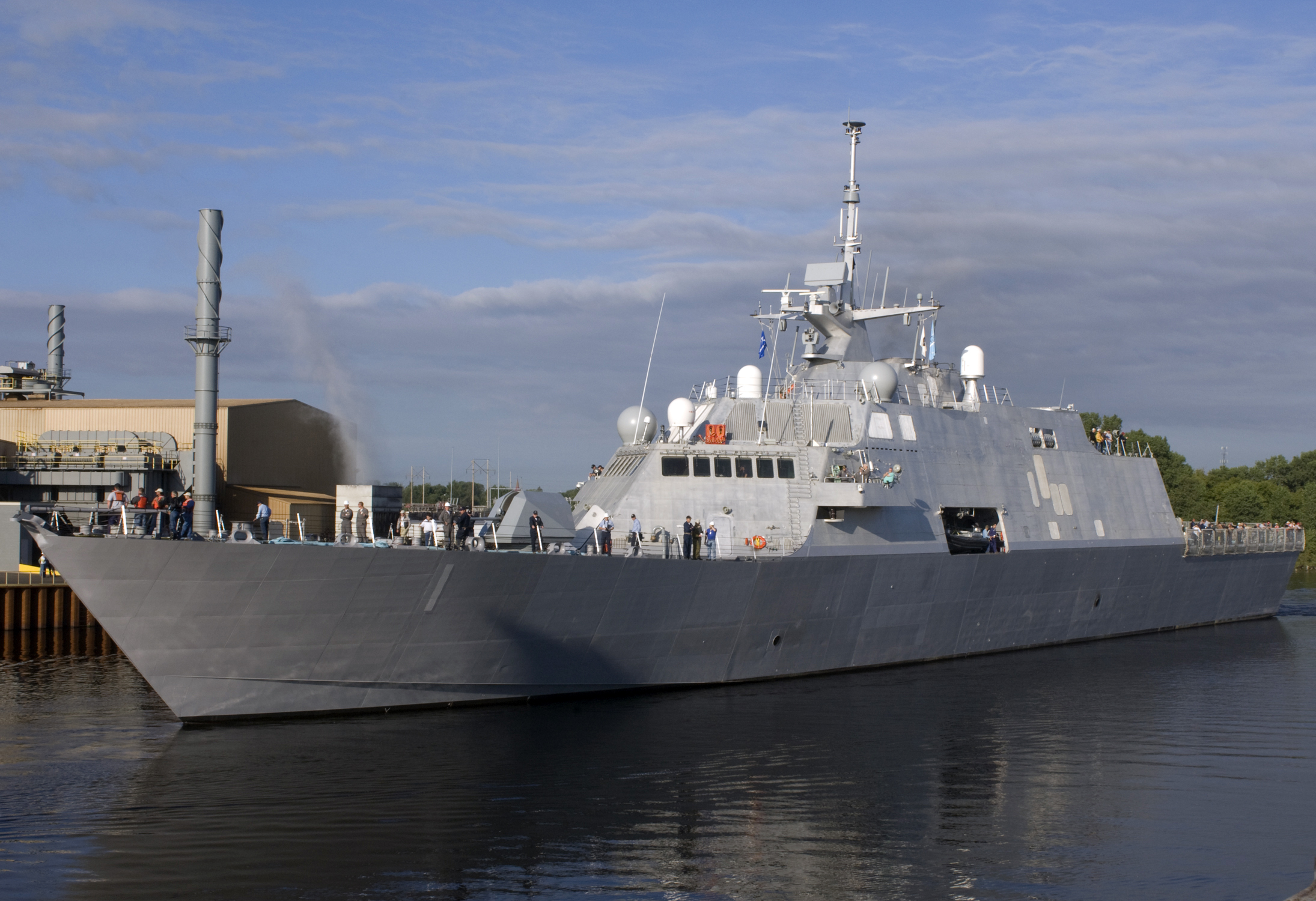
USS Freedom (LCS-1)

Oblast stavby lodí byla jedním z prvních průmyslových odvětví, kde se metoda třecího svařování promíšením začala komerčně využívat, především v následujících aplikacích:
- vyztužené panely pro boční pláště, paluby a přepážky lodí
- výroba profilů z hliníkových slitin
- heliporty pro ropné plošiny
- nástavby těžebních věží
- stožáry a ramena jeřábů
- mrazírenská zařízení

### Železniční doprava

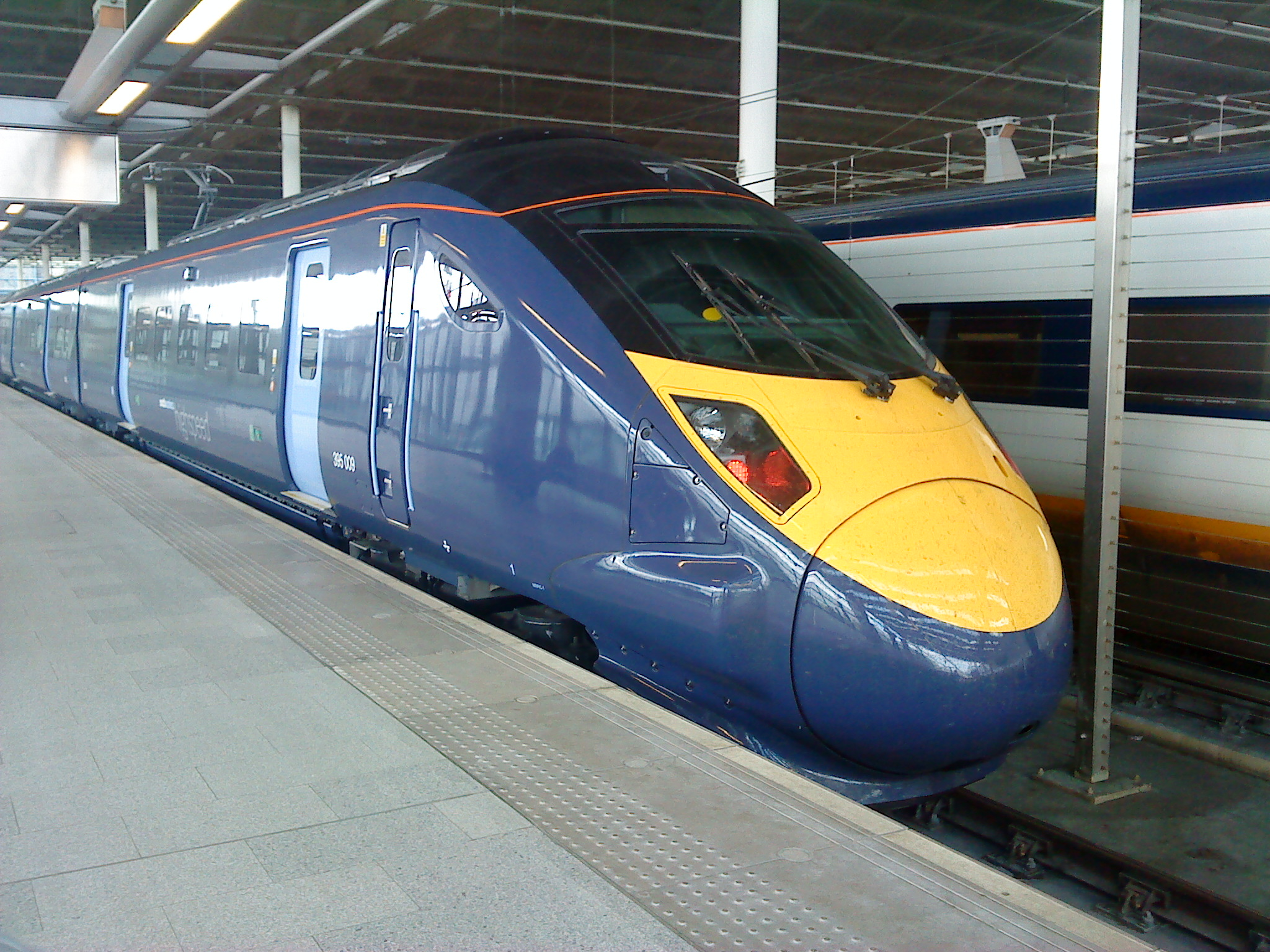
A-train

Produkce rozměrných panelů z hliníkových profilů vyrobených extruzí je přímo předurčena pro využití FSW technologie. Absence příčných svarů a velká tuhost těchto panelů přispívá k výraznému zvýšení bezpečnosti pasažérů v případě nehody. V Japonsku došlo v 90. letech k nevídanému rozmachu této metody spojování právě v oblasti výroby železničních souprav. Společnost Hitachi velice rychle pochopila strategický význam této technologie. U jejího projektu nové generace vysokorychlostních souprav A-train je již většina podélných spojů svařena třením. Do dnešní doby bylo firmou Hitachi za pomoci FSW vyrobeno již více než 200 vozů různých typů příměstských a vysokorychlostních souprav.
Evropští výrobci železničních souprav jsou ve srovnání s japonskou konkurencí v této oblasti poměrně pozadu. Konkrétní aplikace FSW se začínají teprve objevovat, ale podle vyjádření expertů se tato situace v blízké budoucnosti změní a lze očekávat obdobný vývoj jako v Japonsku. S prvními aplikacemi již přišly společnosti Alstom LHB’s a Bombardier Transportation. První vyztužené panely byly použity u souprav typu Pendolinos (225 km/h).

### Letecký a kosmický průmysl

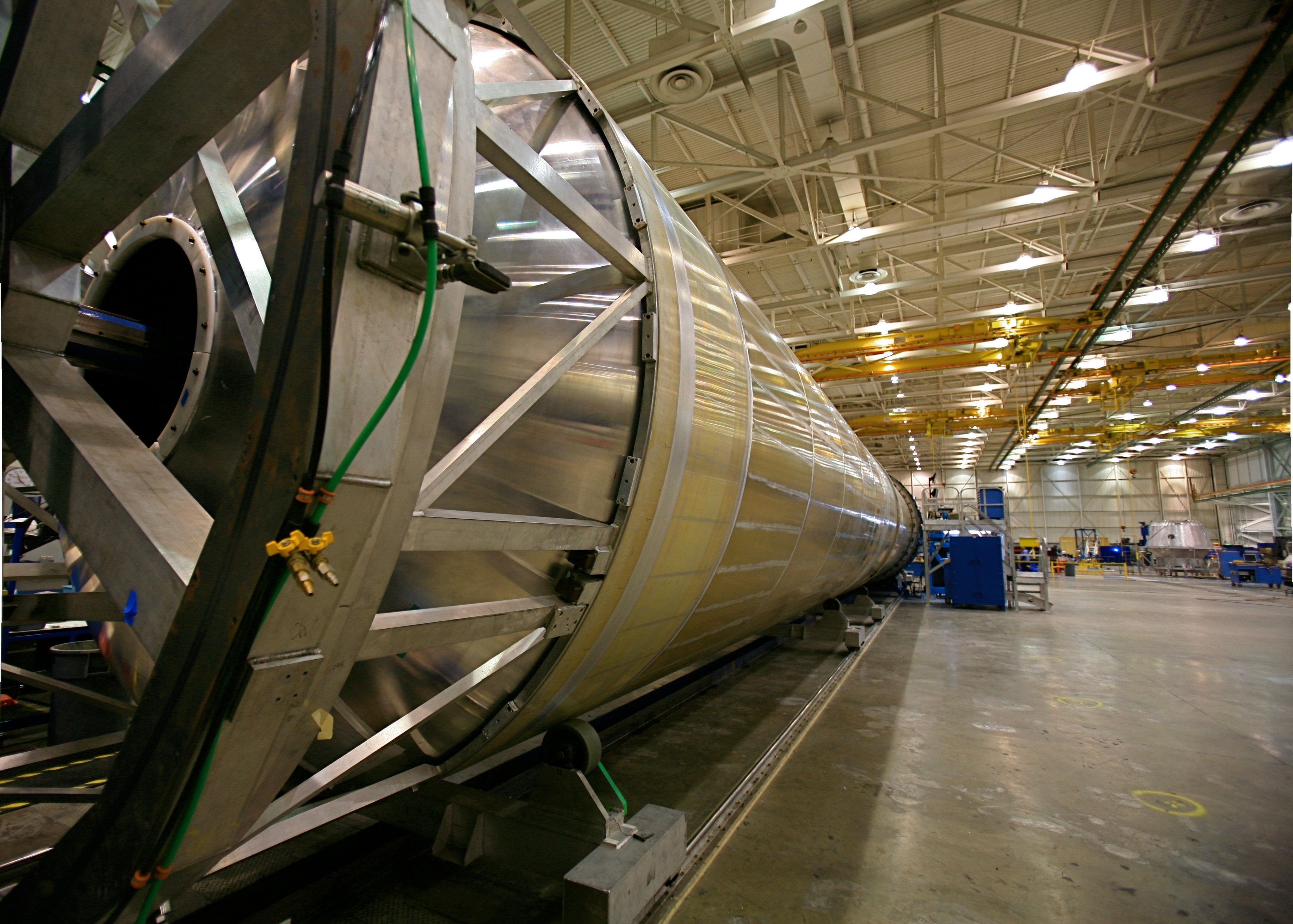
Výroba palivových nádrží nosičů Falcon

FSW proces je velice nadějnou spojovací technologií rovněž pro oblast leteckých a „space“ konstrukcí. Na základě studie pracovníků Airbus Deutschland byla metoda třecího svařování označena jako vhodná pro svařování potahových panelů trupů civilních letadel. Naměřená data prokázala, že mechanické i technologické vlastnosti svarových spojů se blíží vlastnostem základního materiálu. FSW je často porovnáváno s klasickým nýtováním. Ve srovnání s ním dochází k razantnímu snížení výrobního času při zvýšení užitných vlastností konstrukce. Ta je aerodynamicky čistější a svým chováním připomíná spíše integrální konstrukci vyrobenou z jednoho kusu materiálu.
Jednou z prvních aplikací FSW v aerokosmickém průmyslu byla výroba palivových nádrží raket Delta II, III a IV. Na základě dobrých zkušeností bylo později rozhodnuto o zahájení výroby palivových nádrží také pro Space Shuttle (NASA) a nosiče Falcon 1 a Falcon 9 (SpaceX). Pro výrobu těchto nádrží jsou využívány svařovací stroje umístěné v Marshall Space Flight Center v Hunstville.
Společnost Boeing v posledních letech vyvinula značné úsilí ve zdokonalování FSW metody pro její využití při stavbě draků letadel. První aplikací byla výroba podvozkových krytů pro stíhací letouny. V současné době probíhají jejich zkoušky v běžném provozu.
V nejbližší době se počítá také ze zavedením třecího svařování při spojování podlahových nosníků nákladové rampy u letounu C-17 Globemaster III.

### Pozemní doprava

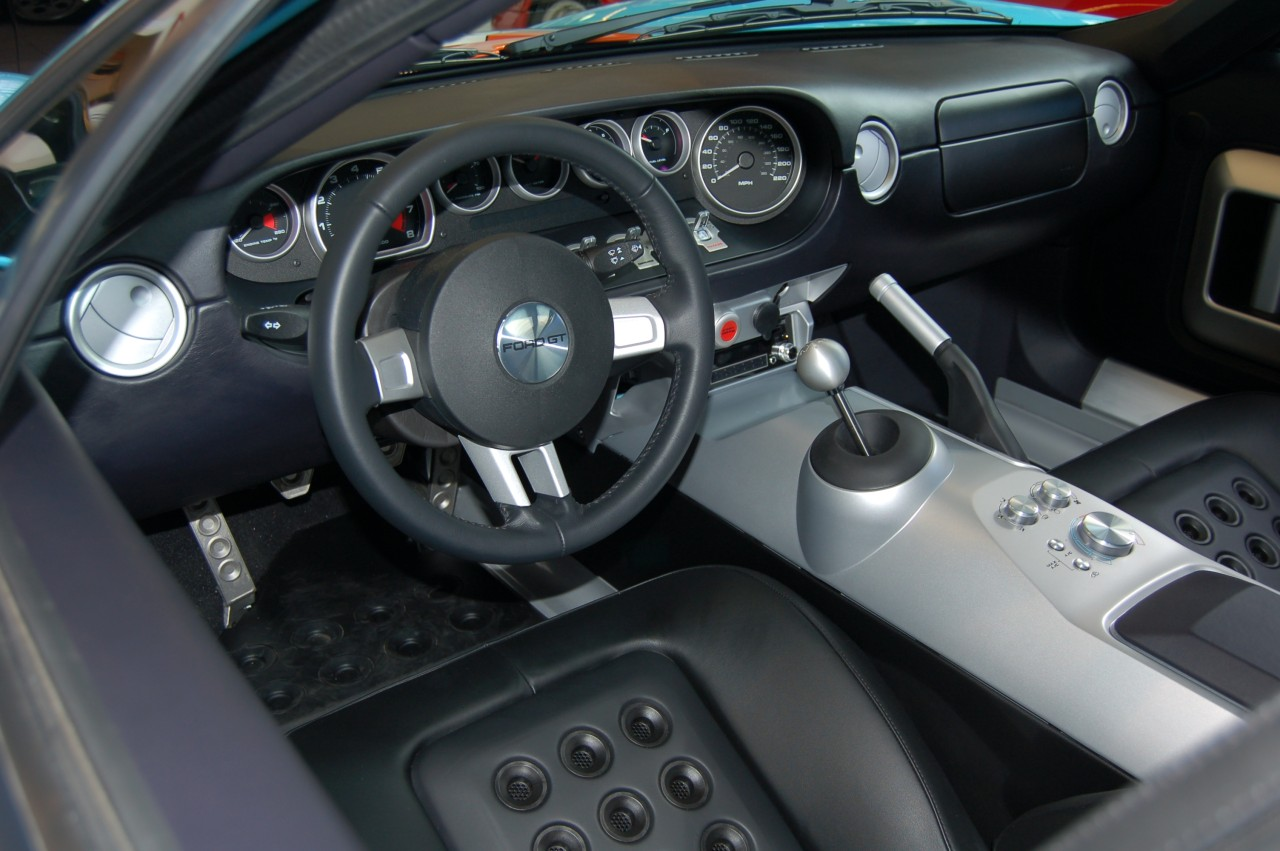
Středový tunel sportovního vozu Ford GT je vyroben ze dvou extrudovaných Al profilů frikčně přivařených k ohýbanému hliníkovému plechu

V současné době jsou intenzivně ověřovány možnosti technologie FSW pro použití v oblasti automobilového průmyslu. Příkladem toho může být společný projekt Edisonova institutu pro svařování a TWI zaměřený na konstrukční uspořádání lehkých automobilových karosérií s ohledem na použití FSW. Pro použití třecího svařování přicházejí v úvahu následující aplikace:
- příčné nosníky motorů
- disky kol
- prostorové rámy
- nástavby nákladních automobilů
- spouštěcí zadní čelo nákl. automobilů
- autojeřáby
- pancéřovaná vozidla
- palivové nádrže
- karavany
- autobusy
- rámy motorek a jízdních kol
- opravy karosérií z hliníkových slitin

### Stavební průmysl
- mosty a lávky z lehkých slitin
- fasádní panely z hliníku, mědi, titanu a jejich slitin
- rámy oken
- potrubí z Al slitin
- reaktory pro chemický průmysl
- výparníky klimatizačních jednotek

### Ostatní průmysl
- chladicí panely
- vybavení kuchyní
- bílá technika
- plynové zásobníky
- spojování plechů z hliníkových a slitin mědi na válcovacích tratích
- nábytek